# Macrothemis nobilis
Macrothemis nobilis är en trollsländeart som beskrevs av Racenis 1957. Macrothemis nobilis ingår i släktet Macrothemis och familjen segeltrollsländor. Inga underarter finns listade i Catalogue of Life.